# Hannibal og Jerry
Hannibal og Jerry er en dansk familiefilm fra 1997, produceret af Michael Wikke og Steen Rasmussen fra filmselskabet Græsted Film & Fjernsyn. Det er en filmatisering af Kim Fupz Aakesons børnebog Didriksen detektiverne fra 1988. Filmen gav Peter Frödin og Hella Joof en Bodil-nominering som henholdsvis "Bedste mandlige birolle" og "Bedste kvindelige birolle" i 1998.

## Handling
Hannibals hverdag er kedelig, og han hænger en del foran fjernsynet. Det synes hans forældre er for galt, da raske drenge efter deres mening skal ud at spille fodbold, klæde sig ud som superhelte eller fiske. Alle disse ting, er dog ikke noget for Hannibal, så til sidst beslutter Mor og Far at købe en hund til ham. De finder hunden Jerry, der viser sig ikke at være nogen helt almindelig hund. Den kan nemlig snakke, men ikke gø. Hannibal og Jerry bliver med tiden rigtig glade for hinandens selskab.
Onkel Morfar, som ejer en stor legetøjsfabrik, vil have fat i Jerry og begynde en legetøjsproduktion med titlen Jerry den talende hund. Han sender derfor sin højre hånd, Morbror Harry, til at kidnappe Jerry.
Hannibals familie tilkalder politiet, men da de beskriver Jerry som en talende hund, tror politiet, at det er en joke og vil ikke hjælpe dem. Det bliver derfor op til familien selv at redde Jerry.

## Medvirkende
- Hunden Orfeus, Jerry
- Jonathan Kvium, Hannibal
- Paprika Steen, Mor
- Martin Brygmann, Far
- Jytte Abildstrøm, Mormor
- Steen Rasmussen, Onkel Morfar
- Michael Wikke, Morbror Harry
- Hella Joof, Politibetjent
- Peter Frödin, Politibetjent
- Sofie Bonde, Moster Helga
- Hans Henrik Bærentsen, Permand
- Birthe Neumann, Permands kone
- Peter Mygind, Glarmesteren
- Lars Hjortshøj, Ismand
- Casper Christensen, Ismand
- Alex Nyborg Madsen, Hundehandler
- Søren Skjær, Tankpasser
- Preben Seltoft, Bilist
- Jens Arentzen, Tv-stemme
- Christian Lemmerz, Farbror Heinz
- Caroline Albertine, Minor Lille pige
- Bent Warburg, Jerrys stemme

## Soundtrack
Et soundtrack blev udgivet i forbindelse med filmen med titlen Hannibal & Jerry – Sang og musik fra filmen.
1. Paprika Steen & Martin Brygmann – "Brug dit hjerte som telefon"
2. Humleridderne – "Hængesangen"
3. Hella Joof & Peter Frödin – "Kærlighed er godt"
4. Souvenirs – "Hannibal og Jerry"
5. MC Wikke & Daniel – "Temmelig slem"
6. Steen Rasmussen – "Onkel Morfar"
7. Hundehovederne – "Gå i hundene med mig"
8. Thomas Hass – "Hannibal & Jerry tema"
9. Thomas Hass – "Kidnapning"
10. Thomas Hass – "Politi tema"
11. Thomas Hass – "Drømmescene"
12. Thomas Hass – "Englepark vals"